# Benjamin Lariche

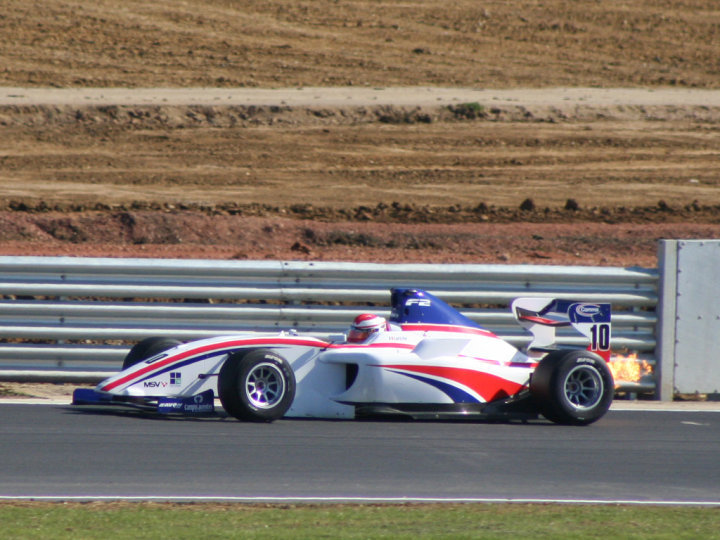
Lariche in actie

Benjamin Lariche, (Narbonne, 16 juni 1987) is een Frans autocoureur.

## Carrière
- 2004: Karting.
- 2005: Frans Kartkampioenschap, 9e in kampioenschap.
- 2006: F4 Eurocup 1.6, 10e in kampioenschap.
- 2007: Franse Formule Renault, 19e in kampioenschap.
- 2008: Franse Formule Renault, 10e in kampioenschap (1 overwinning, 1 podium).
- 2008: Portugese Formule Renault Junior, 12e in kampioenschap (1 race, 1 poleposition, 1 overwinning, 1 snelste ronde).
- 2009: Franse Formule Renault, 10e in kampioenschap.
- 2009: Eurocup Formule Renault 2.0, 35e in kampioenschap (6 races).
- 2010: Formule 2, 16e in kampioenschap (seizoen loopt nog).

## Formule 2-resultaten
| Jaar | 1      | 2      | 3     | 4      | 5     | 6     | 7   | 8   | 9   | 10  | 11  | 12  | 13  | 14  | 15  | 16  | 17  | 18  | Rang | Punten |
| ---- | ------ | ------ | ----- | ------ | ----- | ----- | --- | --- | --- | --- | --- | --- | --- | --- | --- | --- | --- | --- | ---- | ------ |
| 2010 | SIL 10 | SIL 19 | MAR 9 | MAR 10 | MON 8 | MON 9 | ZOL | ZOL | ALG | ALG | BRH | BRH | BRN | BRN | OSC | OSC | VAL | VAL | 16e* | 10*    |